# Grupa Operacyjna „Tarnów”
Grupa Odwodów Naczelnego Wodza „Tarnów” (GO „Tarnów”) – odwód Naczelnego Wodza.
Planowana jako zgrupowanie odwodowe Naczelnego Wodza do wsparcia Armii „Karpaty”, nie została sformowana. Jej jednostki włączono do innych związków operacyjnych. Nie wyznaczono jej dowódcy.

## Planowany skład Grupy Odwodów „Tarnów”
- 22 Dywizja Piechoty Górskiej
- 38 Dywizja Piechoty